# Agnes Grossmann
Agnes Grossmann (* 24. April 1944 in Wien) ist eine österreichische Dirigentin.

## Karriere
Grossmann ist die Tochter des Chorleiters Ferdinand Grossmann. Zunächst studierte sie Konzertfach Klavier (1964 bis 1968 bei Bruno Seidlhofer an der Wiener Musikakademie, später am Conservatoire de Paris). Anschließend studierte sie von 1974 bis 1978 bei Karl Österreicher und Günther Theuring neuerlich an der Wiener Musikhochschule Dirigieren und legte dort 1978 das Kapellmeisterexamen ab. Von 1983 an war sie für drei Jahre künstlerische Leiterin der Wiener Singakademie. 1986 wechselte sie für zehn Jahre nach Kanada als Chefdirigentin zu den Chamber Players of Toronto (Toronto und Montreal). Vom 1. Januar 1997 bis Anfang 1998 war sie künstlerische Leiterin der Wiener Sängerknaben. Danach ging sie wieder zurück nach Kanada, wo sie in den 2000er-Jahren Sommerfestivals und Workshops an der University of Toronto’s Faculty of Music organisierte. Ab 2006 war sie auch regelmäßig in Taiwan tätig. Im August 2011 trat sie mit dem Taiwan National Experimental Chorus und im Dezember 2011 mit dem Taiwan National Chorus and Orchestra in der National Concert Hall Taipei in Erscheinung. Ende 2012 war sie mit dem Taiwan National Choir in der Koerner Hall des Toronto Conservatory zu hören.